# 高知県立高知工業高等学校
高知県立高知工業高等学校（こうちけんりつ こうちこうぎょうこうとうがっこう、英: Kochi Prefectural Kochi Technical High School）は、高知県高知市桟橋通二丁目に所在する公立の工業高等学校。また、制服の襟左側などには、「KTHS」と呼ばれる「Kochi Technical High School」の頭文字をとったものが使用されることがある。高知県内での非公式の略称は「工業（こうぎょう）」・「高知工業（こうちこうぎょう）」・「高知工（こうちこう）」である。また、内部的には卒業後の進路として、就職を選択するものを「就職組」もしくは「AFW(Applicants for worker)」、進学を選択するものを「進学組」もしくは「AFE(Applicants for higher education)」と呼ぶ場合が多々ある。

## 概要

### 歴史
1912年（明治45年）に開校した「私立高知工業学校」を前身とする。宿毛市出身の実業家兼政治家、竹内綱・明太郎親子の「工業富国基」の理念に基づき、工業技術者を養成する高知県下唯一の工業教育機関として創立された。県下の工業高等学校の中では一番歴史が長い。2012年（平成24年）に創立100周年を迎えた。

### 校訓
「磨け学技」・「鍛えよ体徳」・「誇れ郷土」 - 2011年（平成23年）に制定された。
- 「磨け学技」 とは学は学問、技とは技術、専門高校として、各科の学問、技術を磨くこと。
- 「鍛えよ体徳」 とは体を鍛え体力をつけること。徳とは人生の道を悟った立派な行為、立派な社会人となるべく、人としての在り方を鍛えること。
- 「誇れ郷土」 とは生まれ育った地域や高知県に誇りを持ってグローバル社会を生き抜く人材となること。

### 校章
ギリシア神話の商工業の神、マーキュリーが常に持つ杖の頂端の部分を図案化し、校名の「高知」の文字（縦書き）を置いている。
旧制工業学校時代に制定され、新制高等学校発足時に継承され現在に至っている。マーキュリーの杖は中央上端が「火」、その下に「水」、左右にのびる「翼」から成っており、校章は「火水鳥」（かすいちょう）と呼ばれている。また、旧・校歌にはこの校章を表す 「火頭・水身・両翼」という歌詞が入っていた。

### 校歌
作詞: 田村司郎
補作: 校歌作成委員会
作曲: 平井庚三郎
歌詞は3番まである。

### 旧・校歌（工業学校時代）
作詞: 岡林九敏
作曲: 岡寛
歌詞は4番まである。

## 火水鳥（かすいちょう）のいわれ
昔ギリシャの商工業の神で、頼もしくて、やさしい美男子マーキュリーは、常に杖を手に持ち、手離したことがありませんでした。 その杖の頂端を取り、わが高知工業高校の象徴である校章としています 。
この校章は旧校歌の歌詞にも 「火頭・水身・両翼」 とありますように、中央上端は火を、その下は水を、左右両方には翼を示しています。
火と水とは工業の基をなすもので、切っても切れない密接な関係にあります。そして偉大な翼は、世界を飛躍すべきたくましい翼で、世界の果てまでも雄飛し、工業を大いに発展させるべき重大な意義があるのです。 （ 水を意味するこの形が、創立者である竹内家の家紋でもあります。）
また、中央下端にはポツンとしたものがありますが、これは失敗ではなく、これも重大な意義を持っています。制服の胸や襟についている校章は、マーキュリーの杖の頭を切り取ったもので、まだ下に杖があるということを示すためにこのポツンとしたものを少し付けているのです。
どうしてこの杖にこだわるのかというと、 実は、彼の杖には次のような神話が語られているからです。
| 『ある日、マーキュリーが野原へ散歩に出ました。 すると蛇が互いに争っていました。そこで、彼が二匹の争っている蛇の中に彼の杖を立てると、蛇は争いをやめ、彼の杖に仲良く巻き上がりました。』 |

すなわち、杖は協調の意味を示すものなのです。
つまり、「共に助け合い励まし合って高知工業高校を発展進歩させなければならない」 という、偉大な意義がこれには含まれているのです。

## 募集人数・入試(受験)に関する事項
本校の入学にあたっての入学試験等は、県下公立高校統一の方式で行うものとする。
入学試験期間中の日程や人数は以下の通りとなる。

### A日程
本校の以下の学科の受験が可能。
- 機械科 - 40名
- 電気科 - 40名
- 情報技術科 - 40名
- 工業化学科 - 40名
- 土木科 - 40名
- 建築科 - 40名
- 総合デザイン科 - 40名

以上 計280名の募集を行う。

### B日程
A日程の受験において、定員を満たしていない全日制課程の学科が再度募集を行う。
また、以下の定時制課程の募集も同時に行う。
- 機械科 - 40名(うち成人20名)
- 電気科 - 40名(うち成人20名)
- 土木科 - 40名(うち成人20名)
- 建築科 - 40名(うち成人20名)

以上 計160名の募集を行う。

### C日程
B日程の受験において、定員を満たしていない定時制課程の学科が再度募集を行う。
※全日制課程の募集はB日程までとなる。

## 設置学科・コース
【】内は校内でのアルファベット表記およびカタカナ表記。テストなどで学年とクラスの記載が必要になった際の表記方法は複数通りある。例として1年機械科の場合「1-M」・「1-キ」・「1-1」という表記になる。

### 全日制課程
全日制課程に設置している学科は以下の通りとなっている。

#### 専門学科(工業学科)
- 機械科【「M」Machine (キ)】
  - 主に機械産業及び関連分野の機械設計・製造・管理・整備等の業務を学び、エンジニアの育成を目指す。
- 電気科【「E」Electricity (テ)】
  - 発電・電気制御・半導体など、電気に関わる幅広い分野の基礎的な理論と実際の現象等を学習し、電気工事士などの育成を目指す。
- 情報技術科【「I」Information (シ)】
  - 電気回路・コンピュータのハードウェアやソフトウェア、マルチメディア技術やネットワーク技術などのICT技術に関する学習を行い、システムエンジニア等の育成を目指す。
- 工業化学科【「AC」Applied Chemistry (カ)】
  - 化学の原理・法則を、実際の日常生活・現代の化学工業と関連付け、総合的な学習を行う。
- 土木科【「C」Civil Engineering (ト)】
  - 物理的に住み良い環境を作るためのライフラインである、道路・鉄道・河川・橋・トンネル・上下水道・ダム等を建設するための技術を学び、これらの工事の調査・計画・設計・施行に従事する土木技術者の育成を目指す。
- 建築科【「AR」Architecture (ケ)】
  - 住宅・オフィス・宿泊施設・商業施設など様々な建築物設計・施工に関する技術を学習する。近年では、行政等の要請に応じ、社会貢献実習として案内板や水車などを設計・制作しており、実績を上げている。（はりまや橋付近のバス停に設置された観光案内板も、この活動の一環で作られたものである）
- 総合デザイン科【「D」Design (ソ)】 - 旧・インテリア科[3]
  - インテリアデザイン・工業デザイン・グラフィックデザイン・クラフトデザイン・造形芸術などの幅広いデザインに関する学習を行う。デザインの学習分野がインテリアにとどまらず多岐にわたるため、学習内容と「インテリア科」という科名に対するイメージとの隔たりを解消するために2008年度（平成20年度）より「総合デザイン科」に改編した。

#### 進学コース(全日制課程のみ)
全日制課程には2年次と3年次に進学に特化した「進学コース」が設けられている。これらのコースは自分の専門学科に所属した状態で選択することが可能となっているため、教室は別だが、卒業は所属学科卒という表記になる。

##### コース種類
- 進学コースI型【進学コース1型】（1年次に参加希望調査を行い2年次より所属）
  - 主に国公立大学へ進学することを目指した生徒向けのコース。
- 進学コースII型【進学コース2型】（2年次に参加希望調査を行い3年次より所属）
  - 高知工科大学や各種専門学校への進学に目標を絞った生徒向けのコース。

##### 所属にあたっての手続き
1年次は原則、専門学科での授業を受けることになる。
1年次後半になると2年次より進学コースI型への所属を確認する資料を配布され、生徒・親ともに了承すれば2年次より進学コースI型への所属が可能となる。
2年次後半になると3年次より進学コースII型への所属を確認する資料を配布され、生徒・親ともに了承すれば3年次より進学コースII型への所属が可能となる。
※コースへの編入には一定の学力が要求され、「生徒の希望（意思）」・「過去の成績等（学力）」・「教職員で構成される選考委員会での選考等（第三者としての総合的判断）」と言った要素・事柄をクリアした生徒が許可される。

##### ホーム数の状態の変化
1年次は、機械科・電気科・情報技術科・工業化学科・土木科・建築科・総合デザイン科の計7ホームで構成される。
2年次より、上の7ホームに加え、進学コースI型のホームが加わるため、7ホーム+1ホームで計8ホームとなる。
3年次より、上の8ホームに加え、進学コースII型のホームが加わるため、8ホーム+1ホームで計9ホームとなる。

##### 進学コースのシステム
進学コースでは、通常の専門学科所属時に必要となる資格の授業時間や、専門教科の授業時間を可能な限り削減し、それによって生まれる時間を普通教科の授業時間に割り当てる。これにより、普通科高校と同じレベルの授業時間を獲得し、大学進学希望者の普通教科の学力向上を目指すシステムとなっている。

##### 進学コースの注意事項
進学コースでは、専門教科の授業時間を削減するため、通常の専門学科所属時に取得できる資格等に影響が出る。
本校は一部の団体から認定を受けて資格指導を行っているものが存在する。それらの資格は通常の専門学科を卒業した場合に一部の試験内容が免除になるなどの優遇措置がある。しかし、進学コース所属となると専門教科の授業時間数不足となり資格の免除が受けられなくなる。

### 定時制課程
定時制課程に設置している学科は以下の通りとなっている。

#### 専門学科(工業学科)
- 機械科
- 電気科
- 土木科
- 建築科

#### 専修コース
- 電気科専修コース
- 建築科専修コース

## 学校内組織・スクールカラー
本校は以下の学校内組織を置く。

### 学校内組織一覧
- 総務部
- 教務部
- 生徒指導部
- 人権教育部
- 進学指導部
- 進路指導部
- 企画・情報部
- 事務室
- 生徒会

### 外部組織一覧
- 高知工業同窓会

### 総務部
学校運営の全般を行っている組織。

### 教務部
学校の学習環境や考査の実施、成績等の管理を行っている組織。

### 人権教育部
生徒同士の人権にかかわる問題の解決や、人権学習などを企画する組織。

### 生徒指導部
学校内外での非行や補導生徒の指導や頭髪検査、制服の着こなしチェックなどの校則に基づいた取り締まり全般を行う組織。

### 進学指導部
卒業後の進路や在学中の就職・進学の扱いについてを参照。

### 進路指導部
卒業後の進路や在学中の就職・進学の扱いについてを参照。

### 企画・情報部
名前の通りいろいろな分野で企画をしたり、情報技術に関すること全般を行う組織。

### 事務室
学校の証明書類の発行や学校運営を第三者的に確認する組織。

### 生徒会
本校に所属する学生による組織。生徒指導部傘下の組織となっており、上の各部への意見などを生徒代表として提出ができる。役員は選挙によって在学中の生徒より選出される。
生徒会には以下の役員がある。
- 生徒会長
- 生徒会副会長
- 総務部長
- 総務副部長
- 会計部長
- 会計副部長
- 生活部長
- 生活副部長
- 体育部長
- 体育副部長
- 文化部長
- 文化副部長

### 高知工業同窓会
本校同窓会はかなり大規模な同窓会となっており、各地方に支部を持つ。以下の部が存在している。
- 本部

- 青年部
- 東京支部
- 静岡支部
- 東海支部
- 大阪支部
- 室戸支部
- 安芸支部
- 物部川支部
- 嶺北支部
- 幡多支部
- 土木科同窓会
- 四電高知支部
- 轟組高知工業OB会
- 協工会
- バスケットボール部OB会
- 野球部OB会
- 剣道部OB会
- 柔道部OB会

このほかに同窓会をささえている協賛各社の方々がいらっしゃいます。

### スクールカラー
本校の各学科には特徴的なカラーが指定されており、以下の通りとなっている。
体育祭などは以下のカラーが使用される。
- 機械科 - 「白」
- 電気科 - 「赤」
- 情報技術科 - 「桃」
- 工業化学科 - 「黄」
- 土木科 - 「青」
- 建築科 - 「紫」
- 総合デザイン科 - 「緑」

## 卒業後の進路や在学中の就職・進学の扱いについて
本校では、進学者と就職者では、進学先の学校と協議するのと就職先企業と協議するとでは扱いが違いすぎるために、学校組織として「進学指導部」・「進路指導部」の二つに分かれている。以下は各部の説明である。

### 進路指導部
進路指導部では主に就職に関する業務を行っている。生徒が希望している企業に就職できるように生徒や保護者、ホーム主任などと話し合い、求人票の確保・勉強の方法の説明・就職先の案内・就職試験対策方法などを工業高校の歴史の上でデータベース化された各企業の受験データや各個人の生徒の特徴などを把握し、個人での話し合いの場や、放課後などに対策の説明会などを大会議室で行ってくれ、フォローしてくれる学校内の組織である。
進路指導部には基本的に教員がいるので、空いた時間に相談しに行くことが可能となっており、かなりオープンな組織である。

### 進学指導部
進学指導部では主に進学に関する業務を行っている。生徒の希望する大学・短大・専門学校などに進学できるように生徒や保護者、ホーム主任などと話し合い、大学入学共通テストの対策方法・一般選抜の対策方法・学校推薦型選抜の調節や説明・総合型選抜の説明など、各年度にあった進学の受験対策を行ってくれる。個人での話し合いの場や、放課後などに対策の説明会などを大会議室で行ってくれ、フォローしてくれる学校内の組織である。
こちらの進路指導部にも基本的に教員がいるので、空いた時間に相談しに行くことが可能となっており、かなりオープンな組織である。

### 卒業後の進路
卒業後の進路は大きく分けると就職と進学がある。就職では学校に届いている求人票に合わせて企業を受験することが可能となっている。求人票は県内大企業や県外(全国)大企業から中小企業まである。また、企業への就職に限らず、警察や自衛隊、地方公共団体などの公務員や国家公務員への進路もある。
しかし、注意として求人票はすべての学科対象ではなく、学科単位で送られてくるので、別の学科にはあるのに自分の所属している学科には求人票がない場合がある。
全学科共通のものだと各学科特有の技術を必要としない部門や企業からくる。例として、県内や県外の大手鉄道会社の運輸部門(車掌・運転士などの乗務員)などがある。
進学では県内の大学や専門学校、県外(全国)の大学や専門学校に進学することができる。しかし、工業高校のため、進学コースに所属していないと一般入試などは難しいため、指定校推薦で受ける場合が多い。

## 年間行事
本校は以下の行事を一年を通じて行っている。以下が行事一覧となっている。
| 月   | 行事 | 行事説明 |
| ---- | --- | --- |
| 4月  | - 入学式 - 春のホームデー - 宿泊研修（1年生）                                                                           | 【春のホームデー】 新入生の歓迎を目的として各科単位で校外に出かけ、自己紹介やレクリエーション活動などを通して各科・各クラスの親睦・交流をはかるもの。                                                                                         |
| 5月  | - 開校記念行事 - 生徒総会 - 高知県高等学校体育大会（県体）                                                              | |
| 6月  | - 1学期 中間考査 | |
| 7月  | - 求人票受付開始 - 1学期 期末考査 - 終業式 - スキルアップ講習会（就職試験の筆記・面接対策） - 夏季進学補習 - 保護者面談 | |
| 8月  | - 夏季進学補習 - 体験入学                                                                                               | 【体験入学】 中学生の方に、実際に実習機器を操作してもらったり、物品を製作してもらったりなど、実験・実習の一部を体験してもらうことによって、本校の授業内容や雰囲気を知ってもらうもの。                                                         |
| 9月  | - 始業式 - 就職試験解禁（9月16日） - 後期生徒会役員選挙                                                                 | |
| 10月 | - 体育祭（隔年実施） - 2学期 中間考査 - 秋のホームデー                                                                  | 【秋のホームデー】 各クラス単位で校外に出かけ、レクリエーション活動などを通してクラスの親睦・交流をはかるもの。 |
| 11月 | - 文化祭（隔年実施） - 高知県高等学校技術競技大会（工業の部）                                                           | 【高知県高等学校技術競技大会（工業の部）】 鍛造、鋳造、旋盤、機械製図、ガス溶接、電気溶接、CO２半自動溶接、MCプログラミング、電気工事、電子工作、パソコン利用技術、化学分析、測量技術、建築製図、木材加工、計算技術の16種目で技術を競う大会。 |
| 12月 | - 2学期 期末考査 - スポーツ大会 - 終業式 - 保護者面談                                                                   | |
| 1月  | - 始業式 - 卒業試験 | |
| 2月  | - 修学旅行（2年生） - 課題研究発表会 - 前期（次年度）生徒会役員選挙                                                     | 【課題研究発表会】 3年生が1年間取り組んだ「課題研究」の全校発表会で、各科1テーマを発表する。 本校の 「ものづくり」 に取り組む発表の場であり、保護者・一般市民の方もご自由に来場可能となっている。                                             |
| 3月  | - 卒業式 - 学年末考査 - 終業式 - 入試                                                                                   | |

### 文化祭
文化祭では各学科が1～3つほどのブースを出し、工業高校だからこそできるミニゲームやモノづくりを体験できる。現在は飲食物の販売はされていないが今後どうなるかは未定となっている。
また、生徒会が主体となって文化祭を運営しており、毎回正門での男装女装コンテストやのど自慢などを行っている。毎年1000人を超える来場者があり、2日間に分けて行われる。

### 体育祭
体育祭では、普通科高校とは違い、学科によって色分けされている。色に関しては上の「スクールカラー」を参照。
本校の体育祭では、超巨大なパネルを各学科掲示しており、名物となっている。パネルには各学科にちなんだ絵が描かれており、体育祭を盛り上げている。
現在体育祭は、土木科がかなりの間、勝ち続けており、毎年ほかの学科が土木科の連勝記録を打ち消そうと奮闘している。

## 部活動
本校は以下の部活動が存在しており、ソフトボール部などは日本代表選手となる者が所属しており、アジア大会を勝ち進み世界大会にまで進んでいる。
そのほかの部活動も高知県内でもバスケットボール部やサッカー部などの強豪の部活動がある。
そのほかにも、高知工業ならではの部活動や、全員が初心者などの部活動もありいろいろな選択肢がある。しかし、サッカー部など人数が70人近い部活動などもあり、年度によって偏りがある。
| 運動部               | 男女別 | 文化部                 | 男女別 |
| -------------------- | ------ | ---------------------- | ------ |
| 相撲部               |        | 人権問題研究部         |        |
| 陸上競技部           |        | 美術部                 |        |
| 野球部               |        | 計算技術部             |        |
| ソフトボール部       |        | 漫画研究部             |        |
| サッカー部           |        | 放送部                 |        |
| ラグビー部           |        | 華道部                 |        |
| ソフトテニス部       |        | 茶道部                 |        |
| テニス部             |        | 土木技術部             |        |
| バレーボール部       | 〇     | 技術研究部             |        |
| バスケットボール部   |        | 情報技術部             |        |
| 柔道部               |        | 電気技術部             |        |
| 剣道部               |        | 自然科学部             |        |
| 卓球部               |        | 吹奏楽部               |        |
| 空手道部             |        | 音楽部                 |        |
| 自転車競技部         |        | 囲碁・将棋部           |        |
| 弓道部               |        | 写真部                 |        |
| 水泳部               |        | 文芸部                 |        |
| フィールドホッケー部 |        | 演劇部                 |        |
| 少林寺拳法部         |        | 建築よろづ舎部         |        |
| 登山部               |        | 卓上シミュレーション部 |        |
| ボート部             |        |                        |        |
| 応援部               |        |                        |        |

## 沿革

### 旧制工業学校時代
- 1912年（明治45年）
  - 3月 - 高知市北与力町に「私立高知工業学校」を設立することが認可される。機械科・電気科の2学科（予科2年・本科3年）を設置。定員を350名とする。
  - 5月4日 - 開校式を挙行。この日を開校記念日に制定。
  - 5月8日 - 授業を開始。
- 1914年（大正3年）3月 - 新校舎が完成。
- 1915年（大正4年）4月1日 - 初代校長 吉崎七次郎 就任。
- 1917年（大正6年）
  - 3月 - 第1回卒業式を挙行。
  - 4月1日 - 応用科学科を新設。
- 1920年（大正9年）3月 - 「高知工業学校」と改称。
- 1922年（大正11年）4月1日 - 予科と本科を廃止し、修業年限を5か年とする。
- 1923年（大正12年）4月1日 - 「高知県立高知工業学校」と改称。
- 1926年（大正15年）- 創立15周年を記念し、創立者・竹内綱の胸像を除幕。
- 1928年（昭和3年）4月1日 - 土木科・建築科を新設。
- 1933年（昭和8年）4月1日 - 第2代校長 松本政良 就任。
- 1937年（昭和12年）10月 - 第2本科 機械科を新設。
- 1939年（昭和14年）4月1日 - 第2本科 電気科・応用科学科を新設。
- 1940年（昭和15年）4月1日 - 第3代校長 森本長太郎 就任。第2本科 機械科を新設。
- 1941年（昭和16年）4月1日 - 第2本科 機械科を廃止し、第2本科 建築科を増設。
- 1942年（昭和17年）4月1日 - 高知市桟橋通二丁目86番地2に移転。
- 1944年（昭和19年）4月1日 - 応用科学科を工業化学科と改称。
- 1945年（昭和20年）7月4日 - 高知大空襲により校舎・工場・図書館・道場等を消失。
- 1946年（昭和21年）4月1日 - 第2本科を廃止。

### 新制高等学校時代
- 1948年（昭和23年）
  - 4月1日 - 学制改革（六・三・三制の実施）により、工業学校が廃止され、高等学校「高知県立高知工業高等学校」（現校名）が発足。
  - 6月 - 土木科・建築科に昼間定時制を設置。
- 1949年（昭和24年）
  - 4月1日 - 第4代校長 森岡貞篤 就任。定時制に機械科・電気科・工業化学科の3学科を増設し、授業を昼間から夜間に変更。
  - 9月1日 - 高知県内公立高等学校の再編により、高知市立工芸高等学校を統合。全日制課程に機械科・電気科・工業化学科・土木科・建築科・木材工芸科の6学科を設置。
- 1952年（昭和27年）
  - 4月1日 - 第5代校長 小松生幹 就任。
  - 7月 - 電気科の卒業生に対し、電気事業主任技術者資格検定の第一次試験免除が認可される。
- 1957年（昭和32年）4月1日 - 第6代校長 戸梶徳喜 就任。
- 1959年（昭和34年）
  - 4月1日 - 第7代校長 森岡貞篤 再度就任。
  - 5月 - 校地の住所表記が「桟橋通二丁目90番地」に改められる。
- 1961年（昭和36年）4月1日 - 第8代校長 戸梶徳喜 再度就任。
- 1963年（昭和38年）4月1日 - 木材工芸科を工芸科と改称。
- 1969年（昭和44年）1月 - 住居表示の実施により校地の住所表記が「桟橋通二丁目11番6号」に改められる。
- 1970年（昭和45年）4月1日 - 第9代校長 塩田一郎 就任。
- 1971年（昭和46年）4月1日 - 情報技術科を設置。
- 1973年（昭和48年）4月1日 - 工芸科をインテリア科と改称。
- 1974年（昭和49年）
  - 4月1日 - 第10代校長 田口信雄 就任。
  - 11月 - 新校舎が完成。創立60周年記念庭園が完成。
- 1980年（昭和55年）4月1日 - 第11代校長 大畠正賢 就任。
- 1982年（昭和57年）5月 - 校旗が寄贈される。
- 1984年（昭和59年）4月1日 - 第12代校長 毛利敬一 就任。
- 1987年（昭和62年）4月1日 - 情報技術科を増設。
- 1988年（昭和63年）4月1日 - 第13代校長 中村富和 就任。
- 1992年（平成4年）
  - 4月1日 - 第14代校長 宮田隆弘 就任。
  - 11月 - 体育館が完成。
- 1995年（平成7年）4月1日 - 第15代校長 野町幸一 就任。
- 1996年（平成8年）
  - 3月 - 定時制工業化学科の募集を停止。
  - 6月 - 創立80周年記念庭園が完成。
- 1997年（平成9年）7月 - 創立者竹内綱・明太郎伝記 「工業ハ富国ノ基」 の出版記念式を挙行。
- 1998年（平成10年）5月 - 奨学資金の貸与が同窓会総会で承認される。
- 1999年（平成11年）3月31日 - 定時制工業化学科を廃止。
- 2000年（平成12年）10月 - 開校の地である高知市永国寺町に創立記念碑を除幕。
- 2001年（平成13年）4月1日 - 第16代校長 包国勝 就任。
- 2002年（平成14年）4月 - 竹内綱・明太郎の記念碑を生誕地の宿毛市に建立。
- 2004年（平成16年）11月 - 創立者が同じである石川県立小松工業高等学校と姉妹校提携を結ぶ。
- 2006年（平成18年）4月1日 - 第17代校長 平田健一 就任。
- 2007年（平成19年）4月1日 - 定時制課程を学年制から単位制にする。
- 2008年（平成20年）4月1日 - インテリア科を総合デザイン科に改編。
- 2009年（平成21年）4月1日 - 高知工科大学の公立化や進学先の多様化に伴い、「進学コースⅡ型」を設置し3年次の希望生徒が工業コースから移籍。
- 2010年（平成22年）
  - 3月31日 - インテリア科を廃止。
  - 12月 - 1号館の耐震工事が完了。
- 2011年（平成23年）
  - 1月 - 校訓を制定。
  - 11月 - 本館耐震化工事完了。
- 2012年（平成24年）
  - 6月 - 図書館新設。
  - 9月 - 創立100周年記念校訓モニュメント除幕式を行う。旧図書館解体。
  - 11月 - 旧図書館跡に自転車置場設置。創立100周年記念式典を行う。
- 2013年（平成25年）
  - 1月 - 2号館耐震補強工事完了。
  - 4月1日 - 第18代校長 横畑健 就任。
- 2014年（平成26年）
  - 1月 - 4号館耐震補強工事完了。
  - 3月 - 3号館耐震補強工事完了。
- 2020年（令和2年）4月1日 - 第19代校長 北村晋助 就任。

## 著名な出身者

### スポーツ選手
- 塩田猪年男 - 元プロ野球選手
- 早川紀夫 - 1956年 高校横綱
- 増健亘志 - 元力士・元十両
- 土佐豊祐哉 - 元力士
- 久保田満 - 創価大学陸上競技部駅伝部ヘッドコーチ、元陸上競技・マラソン選手
- 竹田智史 - 元プロバスケットボール選手：1999年卒業
- 小原良公 - 元プロバスケットボール選手
- 市川孝徳 - 陸上競技選手
- 山原さくら - 女子競輪選手

### 政治家
- 寺尾豊 - 郵政大臣
- 程岡庸 - 土佐清水市長

### 芸能人・俳優・タレント
- 西村雄正 - 俳優
- 和田正人 - 俳優・タレント

### 企業役員・社員
- 谷岡健吉 - NHK放送技術研究所長、ニューヨーク州立大学客員教授、映像情報メディア学会副会長、恩賜発明賞、産学官連携功労者表彰
- 山本修弘 - マツダロードスター主査

### 文化・文学
- 松田ひろむ - 俳人
- 嶋岡晨 - 仏文学者・詩人・評論家・小説家。立正大学名誉教授。
- 野町和嘉 - 写真家
- 窪之内英策 - 漫画家
- 竹村よしひこ - 漫画家

## 交通アクセス

### 最寄りの鉄道駅
- JR四国土讃線: 「高知駅」
- とさでん交通（路面電車）桟橋線: 桟橋通二丁目停留場

### 最寄りのバス停
- とさでん交通: 桟橋通二丁目バス停

### 最寄りの道路
- 高知県道34号桂浜はりまや線
- 国道56号

## 周辺施設
- 高知県立県民体育館・高知市青年センター
- 潮江市民図書館
- 高知市立潮江小学校
- 高知市立潮江東小学校
- 高知市立潮江中学校
- 土佐中学校・高等学校
- 四電工高知支店